# マリア・クリスティーナ・フォン・エスターライヒ (1858-1929)
マリア・クリスティーナ・デジレ・ヘンリエッテ・フェリツィタス・ライニエラ・フォン・ハプスブルク＝ロートリンゲン（Maria Christina Desiree Henriette Felicitas Rainiera von Habsburg-Lothringen, 1858年7月21日 - 1929年2月6日）は、スペイン国王アルフォンソ12世の2度目の王妃。スペイン語名はマリア・クリスティーナ・デ・アブスブルゴ＝ロレーナ（María Cristina de Habsburgo-Lorena）またはマリア・クリスティーナ・デ・アウストリア（María Cristina de Austria）。

## 生涯
オーストリア大公カール・フェルディナント（父はレオポルト2世の三男テシェン公カール）とその妻であるオーストリア大公女エリーザベト・フランツィスカ（父はレオポルト2世の八男ヨーゼフ大公）の娘として、モラヴィアで生まれた。異父姉にバイエルン国王ルートヴィヒ3世の王妃マリア・テレジアがいる。
1879年11月、アルフォンソとマドリードで結婚し、1男2女を儲けるが、長女メルセデスと次女テレサはマリアより先に死去している。いずれも出産直後に死去しているため、産褥熱と推測される(メルセデスは末子イザベラを出産後に急死した)。
1885年にアルフォンソ12世が病死したとき、マリアは第3子を妊娠中だった。生まれた子が女児の場合は、王位につくのは長女メルセデス、男児の場合はその誕生とともに即位することに決められた。結果、生まれたのは男児だったため、アルフォンソ13世としてただちに即位し、成人するまでの間マリアが幼王の摂政をつとめた。

## 子女
- マリア・デ・ラス・メルセデス（1880–1904） - アストゥリアス女公、両シチリア王子カルロ・タンクレーディ（フランチェスコ2世の甥）の妃
- マリア・テレサ（1882–1912） - バイエルン王子フェルディナントの妃
- アルフォンソ13世（1886–1941） - スペイン国王

## マリア・クリスティーナを描いた肖像画

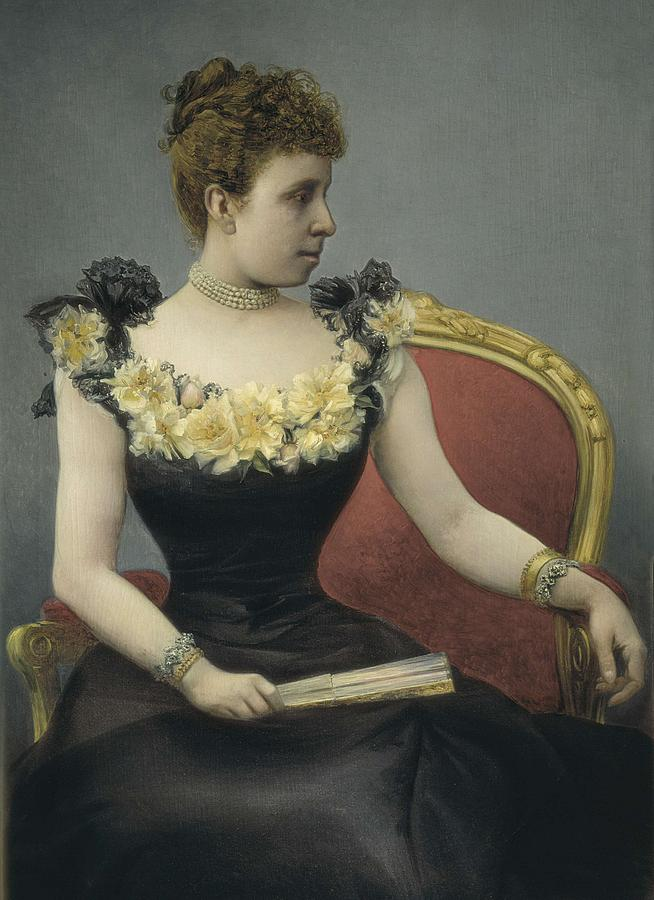
マリア・クリスティーナ（1885頃） (画)Juan Aldaz y Sancho
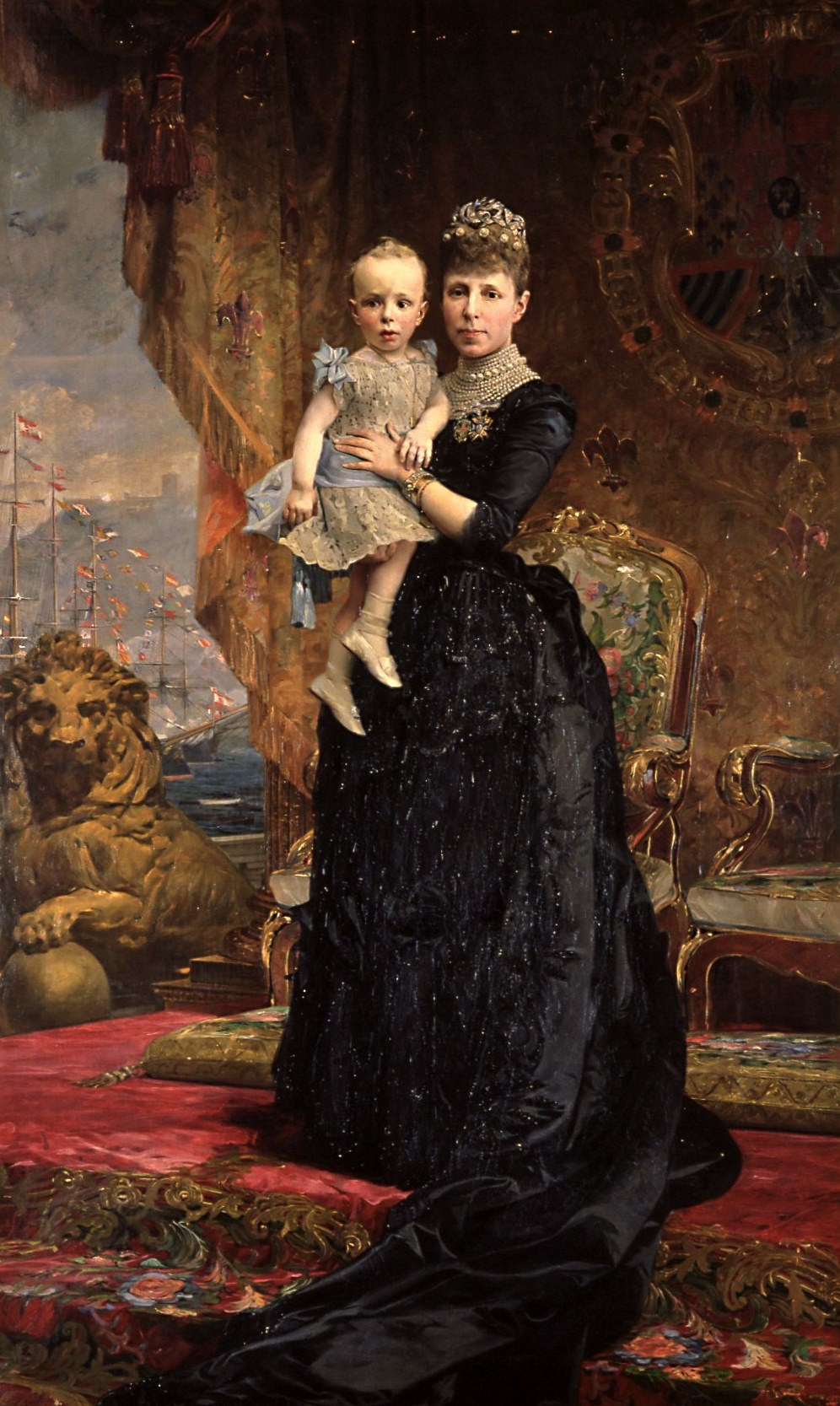
アルフォンソ13世を抱くマリア・クリスティーナ (画)アントニ・カバ
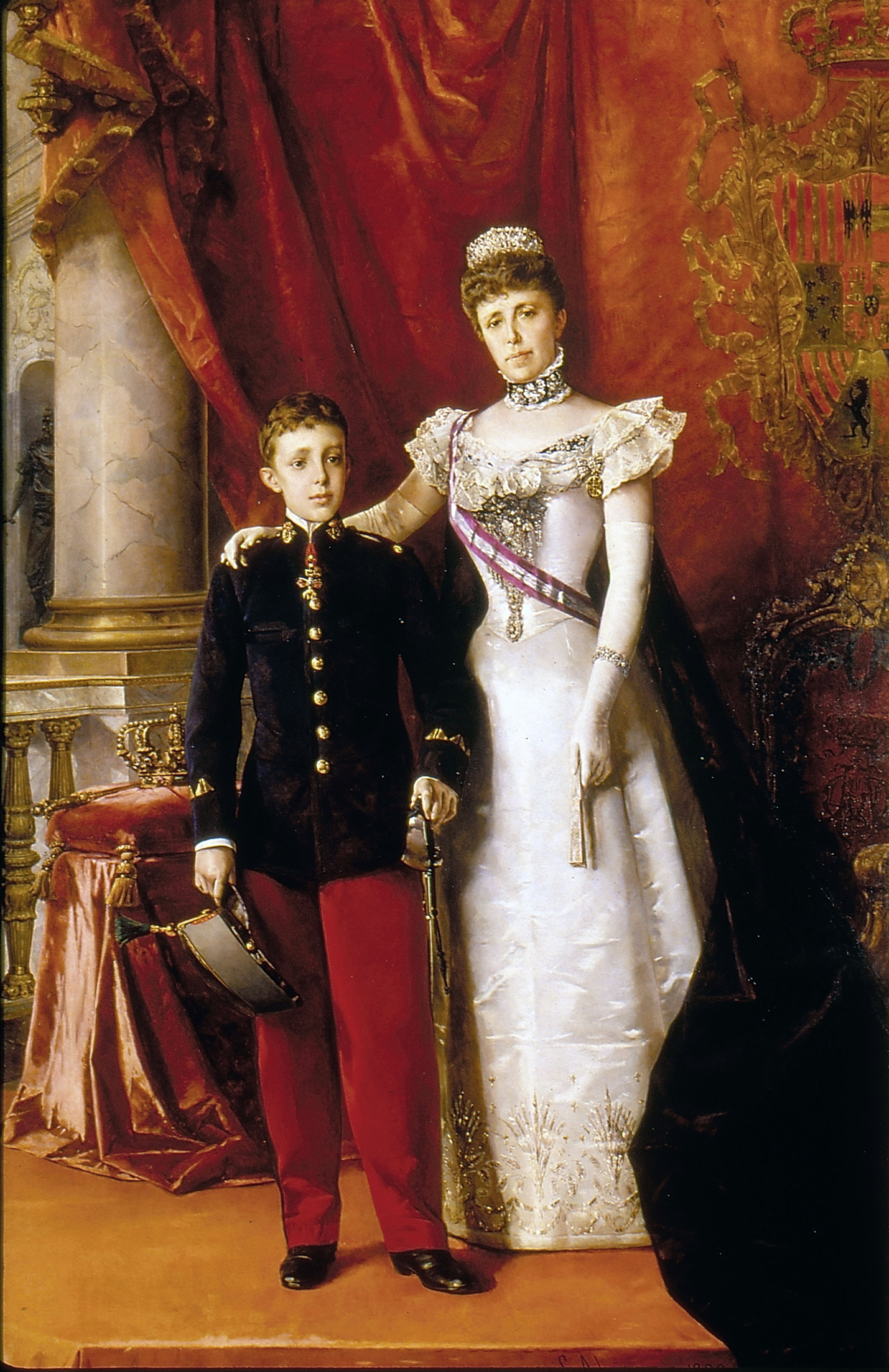
摂政マリア王太后とアルフォンソ13世 (画)ルイス・アルバレス・カタラ